# Град Босанска Крупа
Град Босанска Крупа је град Унско-санског кантона Федерације Босне и Херцеговине. Град Босанска Крупа је прије рата 1992. године заузимала простор од 778 км2. У току рата дошло је до отцијепљења општине Бужим и Крупе на Уни којима границу чини ријека Уна, тако да град Босанска Крупа данас заузима простор од 556 км2. Административно седиште општине је у Босанској Крупи.
Град Босанска Крупа се налази у сјеверозападном дијелу Босне и Херцеговине. Граничи се са општинама: Бихаћ, Цазин, Бужим, Босански Петровац, Сански Мост, Нови Град и Двор у Републици Хрватској. Међународна, а уједно и највећа ријека Кантона, Уна, пролази кроз центар Босанске Крупе. Такође, путним комуникацијама општина је повезана са западном и јужном Европом.
На попису становништва из 2013. године, општина Босанска Крупа је имала 25.545 становника.

## Насељена мјеста
Насељена мјеста 1991: Арапуша (Средњи Петровићи), Баг, Бањани, Баштра, Бенаковац, Босанска Крупа, Бужим, Добро Село, Доња Суваја, Доњи Дубовик, Доњи Петровићи, Дренова Главица, Главица, Гориња, Горња Суваја, Горњи Бушевић, Горњи Петровићи, Гудавац, Хашани, Ивањска, Јасеница, Језерски, Коњодер, Лубарда, Љусина, Махмић Село, Мали Бадић, Мали Дубовик, Мали Радић, Мразовац, Осредак, Острожница, Отока, Перна, Пишталине, Поткалиње, Пученик, Средњи Бушевић, Средњи Дубовик, Варошка Ријека, Велика Јасеница, Велики Бадић, Велики Дубовик, Велики Радић, Војевац, Володер, Врањска и Залин.
Послије потписивања Дејтонског Споразума, већи дио општине Босанска Крупа ушао је у састав Федерације БиХ. У састав Републике Српске ушла су насељена мјеста: Доњи Дубовик, Мали Дубовик, Доњи Петровићи и Осредак, те дијелови насељених мјеста: Средњи Петровићи, Горњи Бушевић, Хашани, Средњи Бушевић, Отока и Средњи Дубовик. Од овог подручја формирана је Општина Крупа на Уни.
Према последњем службеном попису становништва из 1991. године, општина Босанска Крупа је имала 58.320 становника, распоређених у 48 насељених места.

## Национални састав
|                      | 2013.           | 1991.            | 1981.            | 1971.            |
| Укупно               | 25 545 (100,0%) | 58 320 (100,0%)  | 55 229 (100,0%)  | 50 856 (100,0%)  |
| Бошњаци              | 23 578 (92,30%) | 43 104 (73,91%)1 | 37 381 (67,68%)1 | 31 842 (62,61%)1 |
| Срби                 | 1 260 (4,932%)  | 13 841 (23,73%)  | 15 029 (27,21%)  | 18 230 (35,85%)  |
| Муслимани            | 142 (0,556%)    | –                | –                | –                |
| Босанци              | 136 (0,532%)    | –                | –                | –                |
| Роми                 | 118 (0,462%)    | –                | 3 (0,005%)       | –                |
| Неизјашњени          | 106 (0,415%)    | –                | –                | –                |
| Хрвати               | 66 (0,258%)     | 139 (0,238%)     | 173 (0,313%)     | 286 (0,562%)     |
| Непознато            | 41 (0,161%)     | –                | –                | –                |
| Босанци и Херцеговци | 30 (0,117%)     | –                | –                | –                |
| Остали               | 30 (0,117%)     | 528 (0,905%)     | 251 (0,454%)     | 216 (0,425%)     |
| Албанци              | 23 (0,090%)     | –                | 13 (0,024%)      | 13 (0,026%)      |
| Југословени          | 5 (0,020%)      | 708 (1,214%)     | 2 314 (4,190%)   | 239 (0,470%)     |
| Православци          | 5 (0,020%)      | –                | –                | –                |
| Словенци             | 3 (0,012%)      | –                | 9 (0,016%)       | 11 (0,022%)      |
| Македонци            | 1 (0,004%)      | –                | 7 (0,013%)       | –                |
| Турци                | 1 (0,004%)      | –                | –                | –                |
| Црногорци            | –               | –                | 49 (0,089%)      | 19 (0,037%)      |

1. 1 На пописима од 1971. до 1991. Бошњаци су пописивани углавном као Муслимани.